# Canon EOS 350D
La EOS 350D è una fotocamera reflex digitale (DSLR) presentata dalla Canon il 17 febbraio 2005; è chiamata Digital Rebel XT in Nord America e Kiss Digital N in Giappone. Sostituisce la Canon EOS 300D ed è a sua volta sostituita dalla Canon EOS 400D nell'agosto 2006, ma rimane disponibile in vendita fino al 2007.

## Descrizione
La EOS 350D rappresenta un'evoluzione della 300D. Essa dispone di funzioni e pezzi derivati dalla Canon EOS 20D, appartenente ad una fascia più elevata. A questo proposito annovera l'impiego del processore d'immagine DIGIC II per una più veloce elaborazione delle immagini, installato dapprima sulla EOS 20D così come la EOS 1Ds Mark II. Ulteriori caratteristiche mancano alla 350D in confronto con la 20D; sette funzioni nel menu, alcune risoluzioni inferiori così come un attacco per flash da studio. La 350D ha sette punti di autofocus contro i nove della 20D, che possono essere selezionati tanto in automatico quanto in manuale. Inoltre con la 20D sono possibili fino a 5 scatti in RAW per secondo.

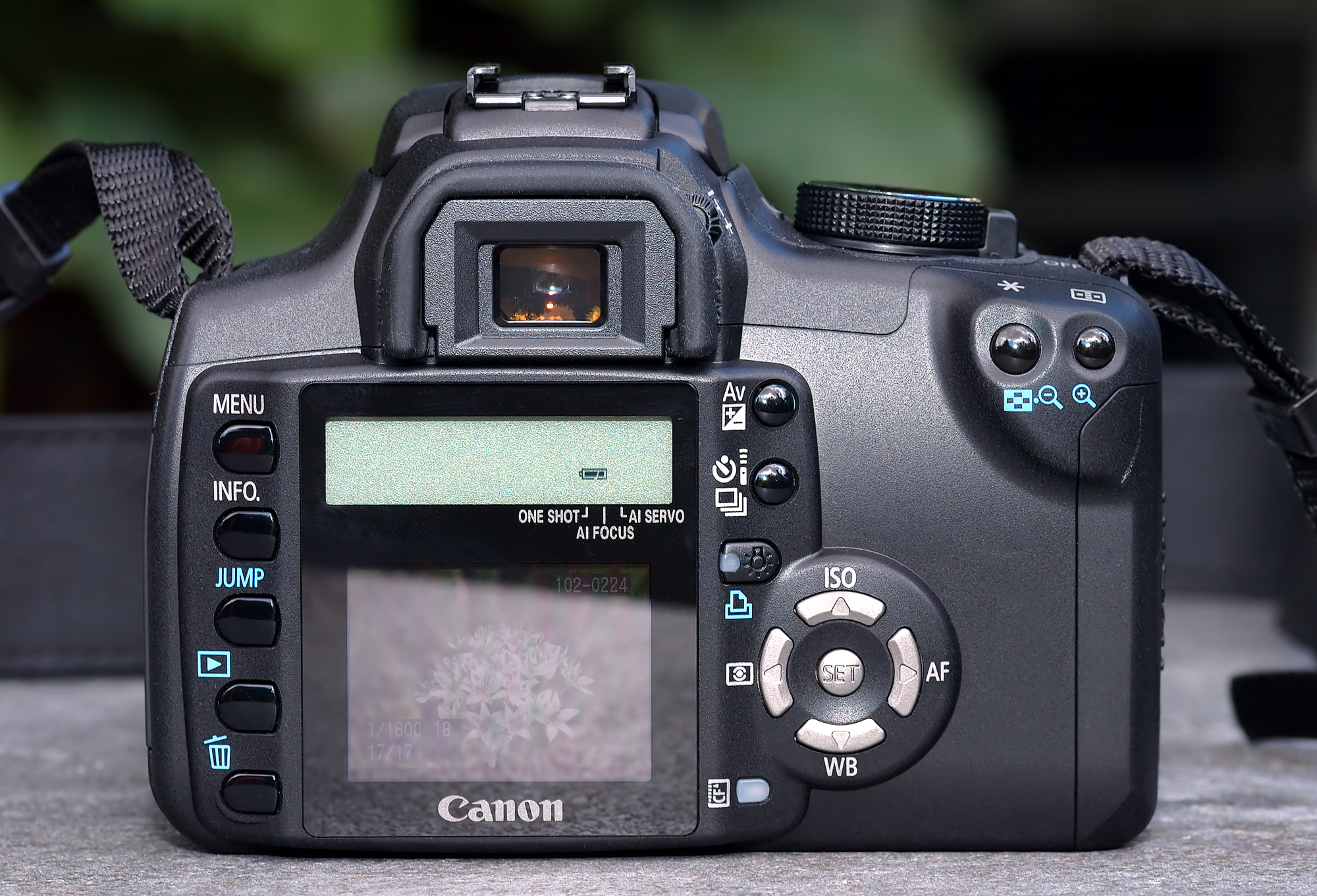
Canon EOS 350D vista da dietro

Ulteriori differenze sono la grandezza dell'involucro così come la lavorazione ed i materiali utilizzati. L'involucro della 20D è fatto di policarbonato e magnesio, quello della 350D è di solo policarbonato. Il corpo della 350D è, con circa 126,5 × 94,2 × 64 mm di dimensione, più piccolo e leggero (di circa 485 g senza batteria). L'attacco obiettivo è come per la 20D e la 300D compatibile con gli obiettivi Canon EF. Il fattore di conversione di 1.6 è lo stesso di tutte le fotocamere amatoriali e semi-pro Canon.
Secondo Canon, la struttura del sensore di immagine a paragone con la 300D è stata migliorata così che il disturbo colore, anche con l'uso di valori ISO più elevati, viene ridotto. A ISO 400 il disturbo è appena distinguibile.
Una funzione bianconero con cinque diversi filtri colore è derivata dalla 20D.
Le preferenze individuali possono essere inserite e memorizzate in propri profili comprendenti saturazione, contrasto e nitidezza.
Le immagini possono essere salvate tanto in JPG con profondità di colore a 24 bit quanto in formato RAW con profondità di colore a 36 bit. Al salvataggio in formato JPG possono presentarsi degli artefatti. È assicurato il salvataggio dei dati grezzi o il salvataggio parallelo (JPEG più RAW) che è disponibile per la memorizzazione di immagini importanti, in tal caso i dati grezzi in formato Canon impiegano un algoritmo di compressione senza perdita e il software della fotocamera non effettua alcuna elaborazione dell'immagine. Anche in questo caso non sono esclusi gli artefatti dovuti ai limiti di esposizione.
La fotocamera controlla il funzionamento del flash solo nel modo E-TTL, così che flash di altri sistemi come il Canon Speedlite 540EZ funzionano solo in modo manuale o, come il flash anulare Canon ML-3, addirittura non funzionano affatto. Il produttore raccomanda l'uso di lampeggiatori compatibili E-TTL, a cui appartengono i flash Canon Speedlite della serie EX.
La 350D è compatibile con tutti gli obiettivi EF, EF-S e con le ottiche di terze parti per Canon.
La capacità delle batteria della 350D è espandibile mediante il battery grip BG-E3, nel quale possono essere inserite sei pile stilo o due pacchi batteria ricaricabili.

### Alcune differenze con la 300D
- Risoluzione 8 megapixel (3456 × 2304)
- Blocco dello specchio
- Processore d'immagine DIGIC-II, più veloce
- Tempo di accensione 0,2 secondi
- 3 fotogrammi in sequenza al secondo e massimo 14 immagini JPEG o 5 RAW in totale (su indicazione di Canon, sono comunque possibili valori superiori con schede di memoria veloci)
- Salvataggio simultaneo di RAW e JPEG
- La risoluzione del monitor TFT è pari a 115000 pixel contro quella di 118000 pixel della 300D
- Corpo più piccolo e più leggero
- Interfaccia USB 2.0
- Riduzione del disturbo nelle pose con tempi lenti

## Tecnica

### Corrente assorbita
Corrente assorbita dalla fotocamera, misurata sull'esemplare con SN 2730706701 in diverse condizioni di funzionamento. Luminosità del monitor TFT regolata al valore intermedio, salvo altrimenti indicato.
| Modo funzionamento                | Corrente        |
| --------------------------------- | --------------- |
| Spenta - accesa                   | 40 µA - 29 mA   |
| Visualizzazione menu - immagine   | 88 mA - 95 mA   |
| Specchio sollevato - esposizione  | 220 mA - 230 mA |
| Processore attivo                 | +67 mA          |
| LCD illuminato                    | +75 mA          |
| Monitor LCD, min.-max. luminosità | 24 mA - +25 mA  |

- Il processore è attivo solo brevemente poi si pone di nuovo in risparmio energetico
- Lo specchio sollevato durante l'esposizione con tempo lungo è il principale utilizzatore di corrente

Inoltre vanno considerati i consumi per il funzionamento del flash e per la scrittura in memoria.